# Livingston (Texas)
Pour les articles homonymes, voir Livingston.
La ville de Livingston est le siège du comté de Polk, dans l’État du Texas, aux États-Unis. Elle est située à l'est du lac Livingston et comptait 5 335 habitants lors du recensement de 2010.